# Oberkampf (groupe)
Pour les articles homonymes, voir Oberkampf.
Oberkampf est un groupe de punk rock français. Le groupe est actif pendant sept ans, entre 1978 et 1985.

## Biographie
À l'origine, en 1978, Pat Kebra monte un groupe avec un copain de lycée, Serge Ployaert, et d'autres amis rencontrés au Gibus (club punk de Paris). Ils se produisent au Gibus et dans des MJC de banlieue parisienne avec des titres comme Maximum, Rien à Foutre et Pas de drogues. Ce groupe s'appelle « Oberkampf Contingent » en référence à la station de métro de ce nom qui jouxte le Bataclan où ont lieu les premiers concerts punks de l'époque (The Ramones, Siouxsie and the Banshees, The Damned, The Heartbreakers, The Clash, etc.). Oberkampf Contingent est un jeune groupe de punk rock parisien dont les membres rêvent de rock 'n' roll et de ressembler à tous ces groupes punks qui marquent la scène londonienne. 
Un peu plus tard, le chanteur Jérôme quitte le groupe et laisse un vide de trois mois. Les membres restants du groupe font passer une audition à Joël, un autre habitué du Gibus qui se présente sous le pseudonyme de Joe Hell. Accepté comme nouveau chanteur, il donne son premier concert en avril 1979 avec le groupe rebaptisé Oberkampf, avec une croix sur le O en référence à The Who. La formation se stabilise autour de Joe Hell, Pat Kebra et Buck Dali. Dominik, premier batteur, recruté par une annonce passée dans le magazine Best, souffre rapidement de problèmes de santé, et est remplacé par Moko qui enregistrera les 45 tours de 1982 à 1983, dont Linda.
En 1981, Oberkampf autoproduit son premier disque, grâce à la rencontre avec un mécène, Christophe Bourrague, rencontré par Pat Kebra en faisant du stop pour aller porter une cassette à la maison de la radio. Ils sortent un maxi-45 tours cinq titres intitulé Couleurs sur Paris, qui est  accueilli dans l'indifférence générale. En 1983, Philippe Manœuvre, dans le cadre de l'émission Les Enfants du Rock filme le groupe interprétant La Marseillaise à la station de métro Oberkampf, ce qui reste l'un des seuls témoignages visuels du groupe. En 1983, Oberkampf sort un vidéo-clip de son nouveau morceau Fais Attention entièrement réalisé à la gouache par Hélène Verchère de Saint-Étienne avec l'équipe des « Joly Colors Kids ». Dans la foulée sortent l'EP Linda ainsi que leur premier 33 tours P.L.C (Plein Les Couilles), enregistré par Bernard Natier au Studio Garage et distribué par New Rose ; le suivant, Cris sans thème (1985), scelle la fin du groupe après un ultime album live.
Au début des années 2000, Oberkampf renaît de ses cendres, mais seul le chanteur Joe Hell est présent. La nouvelle mouture du groupe réalise un album et fait plusieurs dizaines de concerts avant de se séparer.
Des rééditions des premiers disques paraissent en 2018.

## Membres
- Pat Kebra - guitare
- Joe Hell - chant
- Jéröme Taillade - chant
- Serge - basse
- Olivier - basse
- Buck Dali - basse
- Dominik Descoubes - batterie
- Moko - batterie
- Ballat - batterie

## Discographie

### EP
- 1981 : Couleurs sur Paris
- 1982 :  Couleurs sur paris (licence Virgin)
- 1982 :  Fais attention
- 1983 :  Maximum
- 1983 : La Marseillaise
- 1983 : Linda

### Albums studio
- 2003 :  Animal Factory
- 2005 : Garage session #5